# Cryptus intricator
Cryptus intricator là một loài tò vò trong họ Ichneumonidae.